# Cypella
Cypella es un género de plantas perennes y bulbosas  perteneciente a la familia de las iridáceas. Comprende aproximadamente 20 especies originarias de América. El nombre del género proviene del griego kyphella, «hueco de la oreja», aludiendo a la forma semejante a los pliegues de una oreja que adoptan los tépalos internos de las flores de estas especies.

## Descripción
Las especies de Cypella son plantas bulbosas estacionales, con bulbos cubiertos de túnicas papiráceas de color marrón. Presentan pocas hojas, lineares o con forma de espada, con la lámina foliar plegada. Los escapos son simples o escasamente ramificados, lisos y de sección circular. La inflorescencia en un ripidio de pocas flores cubierto por una espata verde, de textura foliosa a coriácea, que recubre a las brácteas florales membranosas.
Las flores son actinomorfas, hermafroditas, llamativas, de color blanco, crema, amarillo o lila, con manchas contrastantes más claras o más oscuras, se unen a la inflorescencia a través de un fino pedicelo.  El perigonio está compuesto por seis tépalos libres, similares entre sí o marcadamente diferentes en forma y tamaño. En este caso, los externos obovados, extendidos desde la base, frecuentemente con garras amplias que forman un cuenco central. Los tépalos internos por lo general son mucho más angostos, erguidos, curvados en el ápice, con glándulas que producen aceites o elaióforos que usualmente están ocultas por pliegues de la base del limbo. El androceo está formado por tres estambres, dispuestos simétricamente, con los filamentos delgados y débiles o engrosados en la base y robustos, libres entre sí, unidos por su base o completamente unidos como en el caso de Cypella brasiliensis. Las anteras se hallan unidas, por lo menos en su extremo apical. con las ramas del estilo. El ovario es ínfero y los estilos presentan las ramas trífidas, purpúreas, opuestas a los estambres. El fruto es una cápsula trivalva. Las hojas son lineares, plegadas. Las flores están dispuestas en panojas, protegidas por una o más brácteas en la extremidad de un escapo floral. Estas plantas son de floración estival. La flor abre por la mañana y se marchita por la tarde (se dice que son muy fugaces), pero se producen abundantemente durante la temporada. En días nublados o de temperatura más baja, la flor puede durar un día entero. Cypella herbertii presenta un aroma muy ligero y desagrabable en las flores. Sus hojas son picantes. Su polen es de color verdemar y el néctar suele adquirir un color oscuro similar al de sus nectarios. Las semillas son poliédricas y de forma triangular. Los bulbos suelen estar 20 cm por debajo del nivel del suelo.

## Ecología
Las flores de Cypella, como las de muchos otros géneros de iridáceas, poseen elaióforos, es decir, glándulas secretoras de aceites. Estos lípidos secretados por las flores funcionan como atrayentes de insectos polinizadores.

## Taxonomía
El botánico inglés John Gilbert Baker en 1892 y   el estadounidense Robert Crichton Foster en 1945 incluyeron a Larentia y a Phalocallis dentro de Cypella. Foster incluso dispuso a Hesperoxiphion dentro de este género. Para la década de 1960, el taxónomo chileno Pierfelice Ravenna reconoció esa circunscripción amplia de Cypella, pero años más tarde optó por reconocer los cuatro géneros en forma separada. De hecho, Larentia presenta una distribución geográfica discordante con respecto a Cypella, el primero al norte del Ecuador y el segundo en Sudamérica templada. Además, también difiere en la coloración de las flores y en la morfología de las anteras. Finalmente, los estudios filogenéticos sobre datos moleculares indican que Larentia está más estrechamente relacionado con Cipura que a Cypella. Hesperoxiphion posee una morfología floral muy similar a Cypella, incluyendo una gran similitud tanto en el gineceo como en el androceo, no obstante, los estudios de sistemática molecular también indican que ambos géneros no se hallan estrechamente relacionados. Antes bien, Hesperoxiphion es hermano de Eleutherine y Gelasine, dos géneros de la misma tribu pero no emparentados con Cypella.
Los géneros sudamericanos Kelissa y Onira, descritos por Ravenna en 1981 y 1983 respectivamente, se hallan escasamente diferenciados de Cypella y, por esa razón, en 2007 ambos han sido trasladados e incluidos dentro del mismo por el botánico argentino Germán G. Roitman.

A continuación se brinda un listado de las especies de Cypella, ordenadas alfabéticamente. Para cada una se provee el nombre binomial seguido del autor respectivo —abreviado según las convenciones y usos— y la publicación válida. Finalmente, para cada especie también se detalla su distribución geográfica.
- Cypella aquatilis Ravenna, Nordic J. Bot. 1: 489 (1981). Sur de Brasil.
- Cypella armosa Ravenna, Wrightia 7: 20 (1981). Paraguay al noreste de Argentina.
- Cypella brasiliensis (Baker) Roitman & A. Castillo, Darwiniana v.45 n.2, 2007. Sur de Brasil.
- Cypella catharinensis Ravenna, Onira 10: 39 (2005). Brasil (Santa Catarina).
- Cypella craterantha Ravenna, Revista Inst. Munic. Bot. 2: 52 (1964). Perú (Cajamarca).
- Cypella crenata (Vell.) Ravenna, Bol. Soc. Argent. Bot. 10: 312 (1965). Brasil (Sudeste de Minas Gerais a São Paulo).
- Cypella curuzupensis Ravenna, Wrightia 7: 19 (1981). Paraguay.
- Cypella discolor Ravenna, Wrightia 7: 16 (1981). Sur de Brasil.
- Cypella elegans Speg., Physis (Buenos Aires) 2: 43 (1917). Argentina (Jujuy).
- Cypella exilis Ravenna, Nordic J. Bot. 1: 492 (1981). Este y sur de Brasil al noreste de Argentina.
- Cypella fucata Ravenna, Wrightia 7: 18 (1981). Sur de Brasil al noreste de Uruguay.
- Cypella geniculata (Klatt) Ravenna, Revista Inst. Munic. Bot. 2: 53 (1964). Brasil.
- Cypella gigantea Klatt, Abh. Naturf. Ges. Halle 15: 364 (1882). Brasil (Minas Gerais).
- Cypella hauthalii (Kuntze) R.C.Foster, Contr. Gray Herb. 171: 23 (1950). Sudeste de Paraguay a Argentina (Corrientes, Misiones).
  - Cypella hauthalii subsp. hauthalii. Sudeste de Paraguay a Argentina (Corrientes, Misiones).
  - Cypella hauthalii subsp. opalina Ravenna, Wrightia 7: 21 (1981). Argentina (Corrientes).
- Cypella herbertii (Lindl.) Herb., Bot. Mag. 53: t. 2637 (1826). Sur de Brasil a noreste de Argentina.
  - Cypella herbertii subsp. brevicristata Ravenna, Bol. Soc. Argent. Bot. 10: 312 (1965). Uruguay.
  - Cypella herbertii subsp. herbertii. Sur de Brasil a noreste de Argentina.
  - Cypella herbertii subsp. reflexa Ravenna, Wrightia 7: 22 (1981). Argentina (Entre Ríos).
  - Cypella herbertii subsp. wolffhuegelii (Hauman) Ravenna, Bol. Soc. Argent. Bot. 10: 312 (1965). Argentina (Buenos Aires).
- Cypella laeta Ravenna, Wrightia 7: 13 (1981). Noroeste de Argentina.
- Cypella lapidosa Ravenna, Wrightia 7: 21 (1981). Argentina (Corrientes).
- Cypella laxa Ravenna, Wrightia 7: 15 (1981). Sur de Brasil .
- Cypella mandonii Rusby, Mem. Torrey Bot. Club 6: 125 (1896). Bolivia.
- Cypella oreophila Speg., Physis (Buenos Aires) 2: 44 (1917). Noreste de Argentina.
- Cypella osteniana Beauverd, Bull. Soc. Bot. Genève 14: 165 (1922 publ. 1923). Uruguay.
- Cypella pabstiana Ravenna, Wrightia 7: 18 (1981). Brasil (Paraná).
- Cypella pusilla (Link & Otto) Benth. & Hook.f. ex B.D.Jacks., Index Kew. 1: 689 (1893). Sur de Brasil .
- Cypella unguiculata (Baker) Roitman & A. Castillo, Darwiniana v.45 n.2, 2007. Sur de Brasil.

## Importancia económica
Son plantas ornamentales, que producen una gran cantidad de flores durante casi todo el verano. Cypella herbertii, por ejemplo, se ha utilizado como una curiosa planta ornamental en Inglaterra desde el siglo XIX. Se multiplican por bulbos y también se puede micropropagar in vitro.